# Mustamäe tee
La route de Mustamäe (estonien : Mustamäe tee) est une rue de Tallinn en Estonie.

## Présentation
La route de Mustamäe est une rue de située dans les arrondissements de Kristiine et Mustamäe. 
Elle traverse les quartiers de Lilleküla, Kadaka, Sääse et Mustamäe.
La rue commence à l'intersection des rues Paldiski maantee et Endla tänav et se termine à son intersection avec la rue Keskus tee dans le quartier de Mustamäe. 
Sa longueur est de 3,581 km.
Le parc Löwenruh est situé au milieu de la route de Mustamäe et le Männipark est à son extrémité à Mustamäe.

## Lieux et monuments de la rue
| #   | Image | Réf.                                                  |
| --- | ----- | ----------------------------------------------------- |
|     |       | Croisement de Paldiski mnt, Mustamäe tee et Endla tee |
| 3   |       | Telia Maja                                            |
| 9   |       |                                                       |
| 16  |       | Chaîne de magasins Selver                             |
| 45  |       | Maarja Comarket                                       |
| 59a |       | Parc Löwenruh                                         |
| 177 |       |                                                       |
|     |       | Ancienne usine d'excavatrices                         |